# 国际主义斗争
国际主义斗争（西班牙语：Lucha Internacionalista；加泰罗尼亚语：Lluita Internacionalista）是西班牙的一个托洛茨基主义组织。该组织成立于1999年，分裂自革命工人党。该组织的意识形态是社会主义、马克思主义、托洛茨基主义。该组织主张西班牙各族人民享有自决权。该组织的政治立场是极左翼。该组织的成员主要分布于巴塞罗那，总部也位于巴塞罗那。该组织出版一份西班牙刊物和一份加泰罗尼亚语刊物，都命名为《国际主义斗争》。该组织是国际工人团结—第四国际的支部。